# Ванжер
Ванжер Консейсао да Силва (на португалски: Vanger Conceição da Silva) или просто Ванжер е бразилски футболист. В България е познат от престоя си в Литекс (Ловеч). Изявява се еднакво добре по левия и десния фланг на атаката, както и като втори нападател, играе с двата крака.

## Състезателна кариера
Едва 16-годишен е забелязан от скаутите на белгийския гранд Стандард Лиеж и е привлечен в отбора, и въпреки че тренира с първия отбор, играе само за младежките формации на клуба.
Година по-късно преминава в уругвайския Феникс, където е съотборник с уругвайския национал от български произход Фабиан Естояноф. През сезон 2006-07 печели шампионската титла на Сегунда Дивисион де Уругвай. Следва кратък престой в елитния Монтевидео Уондърърс.
През 2009 г. се завръща в Европа и подписва с белгийския Визе за когото изиграва 17 мача и отбелязва 6 гола.
През 2011 г. се завръща в Бразилия и подписва първоначално с Алекрим, а през януари 2012 г. с Оризонте, като само за четири месеца изиграва 19 мача и отбелязва 7 гола в Кампеонато Ceaрензе. След добрите му изяви с екипа на Оризонте пристигат запитвания за него от страна на втородивизионните Сеара и Форталеза, но преговорите се провалят.
През май 2012 г., Ванжер подписва с друг отбор от Серия Б - Боа Ешпорте Клубе за когото до края на сезона изиграва 34 мача и отбелязва 6 гола.
От началото на 2013 година е ново попълнение на Литекс (Ловеч).
Не успява да се наложи в отбора, като за цялата година изиграва само 19 срещи и отбелязва едва 4 попадения. В края на годината е освободен от Литекс, като по този начин освобождава квота за чужденци извън ЕС.